# 웹CT
현재 블랙보드가 소유하고 있는 웹CT(WebCT, 코스 도구) 또는 블랙보드 학습 시스템(Blackboard Learning System)은 대학 및 기타 기관에 라이선스가 부여되고 많은 캠퍼스에서 e-러닝을 위해 사용되는 온라인 독점 가상 학습 환경 시스템이다. 웹CT 코스에 강사는 토론 게시판, 메일 시스템, 라이브 채팅 등의 도구와 문서 및 웹 페이지를 포함한 콘텐츠를 추가할 수 있다. 이 소프트웨어의 최신 버전을 이제 웹코스라고 한다. 웹CT는 고등 교육을 위한 세계 최초의 널리 성공한 과정 관리 시스템이라는 점에서 의미가 있다. 전성기에는 80개국에서 천만 명이 넘는 학생들이 사용했다.